# Maria Furtwängler
Maria Furtwängler (Monaco di Baviera, 13 settembre 1966) è un'attrice, personaggio televisivo e medico tedesca.

## Biografia
Maria Furtwängler è figlia dell'architetto Bernhard Furtwängler e dell'attrice Kathrin Ackermann, nipote del direttore d'orchestra Wilhelm Furtwängler e nipote della politica Katharina von Kardorff-Oheimb. Ha due fratelli maggiori, David e Felix. La madre le ha insegnato recitazione e ha poi preso lezioni di recitazione in Germania e in altri paesi.
Il suo primo ruolo cinematografico le fu assegnato già all'età di sette anni nel film Zum Abschied Chrysanthemen, prodotto da suo zio Florian Furtwängler. Per questo ruolo, ha ricevuto come regalo una bicicletta.
Dopo aver lasciato la scuola secondaria, Maria ha studiato medicina presso l'Università di Montpellier, in Francia, e si è laureata presso l'Università Ludwig-Maximilian di Monaco di Baviera in Germania. In seguito ha studiato e lavorato come medico.
L'8 novembre 1991, ha sposato il milionario Hubert Burda, figlio di Franz e Aenne Burda, famosi editori tedeschi.
Oltre alla lingua natia, ovvero il tedesco, parla correntemente francese, inglese e italiano.

## Filmografia

### Cinema
- Zum Abschied Chrysanthemen, regia di Florian Furtwängler (1974)

- Räuber Kneißl, regia di Marcus H. Rosenmüller (2008)
- Das Wetter in geschlossenen Räumen, regia di Isabelle Stever (2015)
- Bekenntnisse des Hochstaplers Felix Krull, regia di Detlev Buck (2021)

### Televisione
- Drei Frauen und (k)ein Mann, regia di Hans-Jürgen Tögel (1995)
- Herz über Kopf, regia di Hans-Jürgen Tögel (1997)
- Barbara Wood: Herzflimmern, regia di Dieter Kehler (1998)
- Dir zu Liebe, regia di Hans Werner (2000)
- Das Glück ist eine Insel, regia di Gloria Behrens (2001)
- Die achte Todsünde: Gespensterjagd, regia di Stephan Meyer (2001)
- Zu nah am Feuer, regia di Dietmar Klein (2002)
- Mr. und Mrs. Right, regia di Torsten C. Fischer (2004)
- So fühlt sich Liebe an, regia di Peter Gersina (2004)
- Fuga per la salvezza (Die Flucht), regia di Kai Wessel (2007)
- Gift, regia di Daniel Harrich (2017)

### Serie TV
- Famiglia dolce famiglia (Die glückliche Familie) – serie TV, 24 episodi (1987-1991)

- Un dottore tra le nuvole (Der Bergdoktor) – serie TV, episodi 2x9 (1993)
- Die Geliebte (1996)
- Ärzte – serie TV, episodi 4x4 (1996)
- Rosamunde Pilcher – serie TV, episodi 1x11 (1996)
- Kap der guten Hoffnung – serie TV, 4 episodi (1997)
- Il commissario Köster (Der Alte) – serie TV, 4 episodi (1993-1998)
- Ciao dottore! (Hallo, Onkel Doc!) – serie TV, 41 episodi (1996-1998)
- Faber l'investigatore (Der Fahnder) – serie TV, episodi 9x7 (1999)
- Siska – serie TV, episodi 2x1-3x1-4x7 (1999-2001)
- Donna Leon – serie TV, episodi 2x1 (2002)
- Schicksalsjahre (2011)
- Tatort – serie TV, 25 episodi (2002-2017)